# National Rugby League 1961
La New South Wales Rugby Football League de 1961 fue la 54.ª edición del torneo de rugby league más importante de Australia.

## Formato
Los clubes se enfrentaron en una fase regular de todos contra todos, los cuatro equipos mejor ubicados al terminar esta fase clasificaron a la postemporada.
Se otorgaron 2 puntos por el triunfo, 1 por el empate y ninguno por la derrota.

## Desarrollo

### Tabla de posiciones
| Pos. | Equipo                        | Encuentros | Encuentros | Encuentros | Encuentros | Tantos | Tantos | Tantos | Puntos |
| Pos. | Equipo                        | PJ         | PG         | PE         | PP         | F      | C      | Dif    | Puntos |
| ---- | ----------------------------- | ---------- | ---------- | ---------- | ---------- | ------ | ------ | ------ | ------ |
| 1    | Western Suburbs Magpies       | 18         | 15         | 0          | 3          | 390    | 181    | +209   | 30     |
| 2    | St. George Dragons            | 18         | 15         | 0          | 3          | 367    | 167    | +200   | 30     |
| 3    | Manly-Warringah Sea Eagles    | 18         | 10         | 0          | 8          | 294    | 209    | +85    | 20     |
| 4    | Balmain Tigers                | 18         | 10         | 0          | 8          | 281    | 292    | -11    | 20     |
| 5    | Eastern Suburbs               | 18         | 9          | 1          | 8          | 290    | 211    | +79    | 19     |
| 6    | North Sydney Bears            | 18         | 9          | 0          | 9          | 273    | 298    | -25    | 18     |
| 7    | South Sydney Rabbitohs        | 18         | 7          | 0          | 11         | 237    | 325    | -88    | 14     |
| 8    | Canterbury-Bankstown Bulldogs | 18         | 6          | 1          | 11         | 197    | 284    | -87    | 13     |
| 9    | Newtown Jets                  | 18         | 5          | 0          | 13         | 236    | 436    | -200   | 10     |
| 10   | Parramatta Eels               | 18         | 3          | 0          | 15         | 203    | 365    | -162   | 6      |

|  | Postemporada. |

### Postemporada

#### Semifinales
| 27 de agosto | Manly-Warringah Sea Eagles | 5 - 10 | Balmain Tigers |  |  |

| 2 de septiembre | Western Suburbs Magpies | 4 - 9 | St. George Dragons |  |  |

#### Final preliminar
| 9 de septiembre | Western Suburbs Magpies | 7 - 5 | Balmain Tigers |  |  |

#### Final
| 16 de septiembre | St. George Dragons | 22 - 0 | Western Suburbs Magpies | Sydney Cricket Ground, Sídney   |  |
|                  |                    |        |                         | Asistencia: 61.196 espectadores |  |

| Bandera de Australia       |
| Campeón St. George Dragons |
| Octavo título              |